# جنبش جامعه دموکراتیک (ترکیه)
جنبش جامعه دموکراتیک یا د.ت.هـ (به ترکی: Demokratik Toplum Hareketi, DTH) به خط شکل‌گیری حزب جامعه دموکراتیک گفته می‌شود که به دنبال احزاب حزب کار خلق، حزب دموکراسی، حزب دموکراسی خلق، حزب دموکراتیک خلق تشکیل شد. جنبش جامعهٔ دموکراتیک به یک حزب تبدیل شد و نام حزب جامعهٔ دموکراتیک (د.ت.پ) به خود گرفت. پس از آنکه حزب جامعهٔ دموکراتیک در ۱۱ دسامبر ۲۰۰۹ منحل شد، نمایندگان و سازمان‌های آن در استان‌ها و شهرستان‌ها حزب صلح و دموکراسی را تأسیس کردند. با جدایی احمد ترک و آیسل توغلوک که نمایندگی و مصونیت سیاسی آن‌ها لغو شد، گروه پارلمانی حزب جامعهٔ دموکراتیک از بین رفت و به دنبال آن گروه پارلمانی حزب صلح و دموکراسی (ب.د.پ) با شرکت افق اوراس نمایندهٔ مستقل استانبول تأسیس شد.

## انتخابات‌ها

### انتخابات‌های پارلمانی
|             | سهم از آرا | آرا       | تعداد نمایندگان | حزب                                                                   |
| ----------- | ---------- | --------- | --------------- | --------------------------------------------------------------------- |
| ۱۹۹۱        | —          | —         | ۱۸              | حزب کار خلق (مشارکت در انتخابات از فهرست حزب سوسیال دموکرات پوپولیست) |
| ۱۹۹۵        | %۴/۱۷      | ۱/۱۷۱/۶۲۳ | ۰               | حزب دموکراسی خلق                                                      |
| ۱۹۹۹        | %۴/۷۵      | ۱/۴۸۲/۱۹۶ | ۰               | حزب دموکراسی خلق                                                      |
| ۲۰۰۲        | %۶/۲۱      | ۱/۹۶۰/۶۶۰ | ۰               | حزب دموکراتیک خلق                                                     |
| ۲۰۰۷        | %۳/۸۰      | ۱/۳۳۴/۵۱۸ | ۲۲              | حزب جامعه دموکراتیک (کاندیداهای هزار امید)                            |
| ۲۰۱۱        | %۵/۶۷      | ۲/۴۳۵/۱۳۳ | ۳۵              | حزب صلح و دموکراسی (بلوک کار، دموکراسی و آزادی)                       |
| ژوئن ۲۰۱۵   | %۱۳/۱۲     | ۶/۰۵۸/۴۸۹ | ۸۰              | حزب دموکراتیک خلق‌ها                                                   |
| نوامبر ۲۰۱۵ | %۱۰/۷۶     | ۵/۱۴۸/۰۸۵ | ۵۹              | حزب دموکراتیک خلق‌ها                                                   |
| ۲۰۱۸        | %۱۱/۷      | ۵/۸۶۷/۳۰۲ | ۶۷              | حزب دموکراتیک خلق‌ها                                                   |

### انتخابات‌های محلی
| منتخب                      | حزب                                  | تعداد آرا در شوراهای استانی | سهم آرا در شوراهای استانی | تعداد شهرداران |
| -------------------------- | ------------------------------------ | --------------------------- | ------------------------- | -------------- |
| انتخابات محلی ترکیه (۱۹۹۹) | حزب دموکراسی خلق                     | ۱/۰۹۴/۷۶۱                   | % ۳/۴۸                    | ۳۹             |
| انتخابات محلی ترکیه (۲۰۰۹) | حزب جامعه دموکراتیک                  | ۲/۳۶۵/۶۰۰                   | % ۵/۷۶                    | ۹۹             |
| انتخابات محلی ترکیه (۲۰۱۴) | حزب صلح و دموکراسی+حزب دموکراتیک خلق | ۲/۰۲۷/۷۸۲+۹۰۱/۹۴۵           | % ۴/۵۱+ % ۲/۰۱            | ۱۰۳            |
| انتخابات محلی ترکیه (۲۰۱۹) | حزب دموکراتیک خلق‌ها                  | ۱/۹۶۹/۶۲۲                   | %۴/۲۴                     | ۹۹             |

### انتخابات‌های ریاست جمهوری
| منتخب | نامزد             | سهم از آرا | آرا       |
| ----- | ----------------- | ---------- | --------- |
| ۲۰۱۴  | صلاح‌الدین دمیرتاش | ۹/۷۶%      | ۳/۹۵۸/۰۴۸ |
| ۲۰۱۸  | صلاح‌الدین دمیرتاش | ۸/۴۰%      | ۴/۲۰۵/۷۹۴ |